# Порт-Джефферсон (Нью-Йорк)
Порт-Джефферсон (англ. Port Jefferson) — селище (англ. village) в США, в окрузі Саффолк штату Нью-Йорк. Населення — 7962 особи (2020).

## Географія
Порт-Джефферсон розташований за координатами 40°56′32″ пн. ш. 73°3′10″ зх. д. / 40.94222° пн. ш. 73.05278° зх. д. (40.942177, -73.052799).  За даними Бюро перепису населення США в 2010 році селище мало площу 7,99 км², з яких 7,92 км² — суходіл та 0,07 км² — водойми.

## Демографія
Згідно з переписом 2010 року, у селищі мешкало 7750 осіб у 3090 домогосподарствах у складі 1975 родин. Густота населення становила 970 осіб/км².  Було 3270 помешкань (409/км²).
Расовий склад населення:
| - 88,5 % — білих - 6,1 % — азіатів - 1,6 % — чорних або афроамериканців - 0,2 % — корінних американців - 2,2 % — осіб інших рас |

До двох чи більше рас належало 1,4 %. Частка іспаномовних становила 6,5 % від усіх жителів.
За віковим діапазоном населення розподілялося таким чином: 20,7 % — особи молодші 18 років, 62,5 % — особи у віці 18—64 років, 16,8 % — особи у віці 65 років та старші. Медіана віку мешканця становила 43,6 року. На 100 осіб жіночої статі у селищі припадало 97,5 чоловіків;  на 100 жінок у віці від 18 років та старших — 95,1 чоловіків також старших 18 років.
Середній дохід на одне домашнє господарство  становив 133 239 доларів США (медіана — 110 681), а середній дохід на одну сім'ю — 166 619 доларів (медіана — 140 515). Медіана доходів становила 100 489 доларів для чоловіків та 77 885 доларів для жінок. За межею бідності перебувало 5,4 % осіб, у тому числі 1,3 % дітей у віці до 18 років та 3,2 % осіб у віці 65 років та старших.
Цивільне працевлаштоване населення становило 3874 особи. Основні галузі зайнятості: освіта, охорона здоров'я та соціальна допомога — 39,3 %, науковці, спеціалісти, менеджери — 10,9 %, роздрібна торгівля — 7,5 %, фінанси, страхування та нерухомість — 6,9 %.